# Ostatni Anglicy
Ostatni Anglicy (ang. The Last of England) – brytyjski dramat filmowy z 1987 roku w reżyserii Dereka Jarmana. Jego międzynarodowa premiera odbyła się 14 lutego 1988 roku podczas 38. MFF w Berlinie, gdzie obraz zdobył Nagrodę Teddy dla najlepszego filmu o tematyce LGBT.
Film stanowił wypowiedź reżysera na temat upadającego mitu Wielkiej Brytanii. Podobnie jak wiele innych w dorobku artystycznym Jarmana, zawierał liczne wątki gejowskie.

## Obsada
- Tilda Swinton
- Nigel Terry
- Jonathan Phillips
- Spencer Leigh
- Gerrard McArthur
- "Spring" Rupert Audley
- Gay Gaynor
- Matthew Hawkins

## Festiwale filmowe
Film zaprezentowano podczas następujących festiwali filmowych:
- 1988: 38. Międzynarodowy Festiwal Filmowy w Berlinie
- 1988: Międzynarodowy Festiwal Filmowy w Toronto
- 1988: MFF w Nowym Jorku